# Takashi Mizunuma
Takashi Mizunuma (Prefettura di Saitama, 28 maggio 1960) è un ex calciatore giapponese, di ruolo centrocampista.
Suo figlio, Kōta Mizunuma, seguendo le orme paterne è diventato a sua volta un calciatore.

## Carriera

### Club
Conclusi gli studi universitari alla Hosei, Takashi Mizunuma iniziò a giocare a calcio per la Nissan Motors nel 1983, vincendo la Japan Soccer League per due anni di seguito, l'edizione 1988-1989 e 1989-1990. Otterrà più volte la vittoria della Japan Soccer League Cup, nella finale contro il Toshiba nell'edizione 1988 segnerà una doppietta nella vittoria per 3-0, invece nell'edizione 1989 segnerà in finale il gol che deciderà la vittoria per 1-0 contro lo Yamaha Motors. Il 1º gennaio del 1993, quando la squadra ha ormai cambiato nome in Yokohama F·Marinos con l'inizio del calcio professionistico in Giappone, vince la Coppa dell'Imperatore aprendo le marcature nella finale dove vincono per 2-1 ai danni del Verdy Kawasaki. Nella J1 League ha segnato la sua prima rete nella vittoria per 4-0 contro il Gamba Osaka, invece segnerà il gol 2-1 vincendo sia contro il Sanfrecce Hiroshima che contro il Nagoya Grampus. Ha segnato il suo ultimo gol nella sconfitta per 3-2 perdendo contro il JEF United Chiba, abbandonerà il calcio il 18 marzo del 1995 giocando la sua ultima partita vincendo contro il Kashima Antlers per 4-3.
Dal 2006 al 2007 ha lavorato come allenatore per lo Yokohama F·Marinos.

### Nazionale
È stato convocato per giocare con la nazionale del Giappone Under-20, nella seconda edizione del Mondiale Under-20, Giappone 1979 dove la nazionale nipponica ha giocato come padrona di casa, nel suo primo esordio. Sebbene il Giappone sia stato eliminato nella fase a gironi, ha fatto comunque una buona prestazione con un bilancio di una sconfitta e due pareggi, Mizunuma è stato l'unico giocatore della sua squadra a segnare una rete, qualla del temporaneo vantaggio nel pareggio per 1-1 contro il Messico.
Nel 1985 giocherà in nazionale maggiore per le qualificazioni ai Mondiali 1986, non riuscendo però nell'impresa, segnerà il gol del 3-0 nella vittoria contro Hong Kong. Nel 1987 prenderà parte alle qualificazioni per le Olimpiadi di Seul non riuscendo nell'obbiettivo: con le sue reti il Giappone è riuscito a battere di misura sia il Singapore che la Thailandia. Ancora una volta il Giappone non riuscirà a ottenere la qualificazione per i mondiali di calcio, Italia 1990, Mizunuma ha segnato la rete del pareggio nella vittoria per 2-1 contro la Corea del Nord.

## Palmarès

### Club

#### Competizioni nazionali
- Campionato giapponese: 3

Yokohama Marinos: 1988-1989, 1989-1990, 1995
- Japan Soccer League Cup: 3

Yokohama Marinos: 1988, 1989, 1990
- Coppa dell'Imperatore: 6

Yokohama Marinos: 1983, 1985, 1988, 1989, 1991, 1992

#### Competizioni internazionali
- Coppa delle Coppe dell'AFC: 2

Yokohama Marinos: 1991-1992, 1992-1993